# Thomas Hürlimann
Thomas Hürlimann (ur. 21 grudnia 1950 w Zugu) – szwajcarski pisarz i dramaturg. Jest synem Hansa Hürlimanna, członka szwajcarskiej Rady Związkowej. Studiował filozofię w Zurychu i Berlinie. W 1974 roku przerwał studia, a dzień, w którym się to stało, określił jako najszczęśliwszy w swoim życiu. Obecnie utrzymuje się przede wszystkim z pisarstwa. Za swoją twórczość otrzymał liczne nagrody. Pierwszym opublikowanym dziełem była Die Tessinerin.

## Dzieła
- Großvater und Halbbruder, Frankfurt am Main, 1980
- Die Tessinerin, Zurych, 1981
- Stichtag; Großvater und Halbbruder, Frankfurt am Main, 1984
- Der Ball, Zurych, 1986
- Das Gartenhaus, Zurych 1989
- Der letzte Gast, Zurych 1990
- Der Gesandte, Zurych 1991
- Innerschweizer Trilogie, Zurych 1991
- Die Satellitenstadt, Zurych 1992
- Güdelmäntig, Einsiedeln 1993
- Unter diesen Sternen, Weilheim 1993
- Carleton, Zurych 1996
- Der Franzos im Ybrig, Zurych 1996
- Zwischen Fels und See, Múnich 1996
- Das Holztheater, Zurych 1997
- Der große Kater, Zurych 1998
- Das Lied der Heimat, Frankfurt am Main 1998
- Das Einsiedler Welttheater, Zurych 2000, 2007
- Fräulein Stark, Zurych 2001
- Himmelsöhi, hilf!, Zurych 2002
- Vierzig Rosen, Zurych 2006
- Das Einsiedler Welttheater, Zurych 2007
- Der Sprung in den Papierkorb. Geschichten, Gedanken und Notizen am Rand, Zurych 2008